# Salix aeruginosa
Salix aeruginosa är en videväxtart som beskrevs av E. Carranza Gonzalez. Salix aeruginosa ingår i släktet viden, och familjen videväxter. Inga underarter finns listade i Catalogue of Life.